# ZNF506
ZNF506 (англ. Zinc finger protein 506) – білок, який кодується однойменним геном, розташованим у людей на короткому плечі 19-ї хромосоми. Довжина поліпептидного ланцюга білка становить 444 амінокислот, а молекулярна маса — 51 537.
| 10         |  | 20         |  | 30         |  | 40         |  | 50         |
| ---------- |  | ---------- |  | ---------- |  | ---------- |  | ---------- |
| MGPLQFRDVA |  | IEFSLEEWHC |  | LDAAQRNLYR |  | DVMLENYRNL |  | IFLGIVVSKP |
| NLITCLEQGK |  | KPLTMKRHEM |  | IAKPPVMYSH |  | FAQDLWSEQS |  | IKDSFQKVIL |
| RRYEKCRHDN |  | LQLKKGCESV |  | DECPVHKRGY |  | NGLKQCLATT |  | QRKIFQCDEY |
| VKFLHKFSNS |  | NKHKIRDTGK |  | KSFKCIEYGK |  | TFNQSSTRTT |  | YKKIDAGEKR |
| YKCEECGKAY |  | KQSSHLTTHK |  | KIHTGEKPYK |  | CEECGKAYKQ |  | SCNLTTHKII |
| HTGEKPYRCR |  | ECGKAFNHPA |  | TLFSHKKIHT |  | GEKPYKCDKC |  | GKAFISSSTL |
| TKHEIIHTGE |  | KPYKCEECGK |  | AFNRSSNLTK |  | HKRIHTGDVP |  | YKCDECGKTF |
| TWYSSLSKHK |  | RAHTGEKPYK |  | CEECGKAFTA |  | FSTLTEHKII |  | HTGEKPYKCE |
| ECGKAFNWSS |  | ALNKHKKIHI |  | RQKPCIVKNV |  | ENLLNVPQPL |  | ISIR       |

A: Аланін

C: Цистеїн

D: Аспарагінова кислота

E: Глутамінова кислота

F: Фенілаланін

G: Гліцин

H: Гістидин

I: Ізолейцин

K: Лізин

L: Лейцин

M: Метіонін

N: Аспарагін

P: Пролін

Q: Глутамін

R: Аргінін

S: Серин

T: Треонін

V: Валін

W: Триптофан

Задіяний у таких біологічних процесах, як транскрипція, регуляція транскрипції, альтернативний сплайсинг. 
Білок має сайт для зв'язування з іонами металів, іоном цинку, ДНК. 
Локалізований у ядрі.